# ویمپل
ویمپل (به انگلیسی: Whimple) یک روستا و محله مدنی در بریتانیا است که در East Devon واقع شده‌است. ویمپل ۱٬۱۷۳ نفر جمعیت دارد.